# RoverComputers
RoverComputers — незалежна група компаній зі стовідсотковим російським капіталом. Власники компанії — один із засновників Сергій Шуня і кілька топ-менеджерів. RoverComputers займається виробництвом та дистрибуцією комп'ютерної техніки і цифрової електроніки. Зонтичний бренд RoverComputers об'єднує кілька продуктових напрямків: ноутбуки RoverBook, смартфони та комунікатори RoverPC, MP3-плеєри RoverMedia, цифрові фотоапарати RoverShot та аксесуари до цифрової техніки RoverMate.
Компанія спочатку була утворена як сервісна структура в 1991 році. З 1995 року компанія займається виробництвом в Росії портативної електроніки — в цей рік випущений перший ноутбук RoverBook.
Випуск комунікаторів і смартфонів під брендом RoverPC почався в 2004 році. Протягом 5 років RoverComputers нарощує обсяги виробництва продуктової лінійки RoverPC, постійно збільшуючи частку мобільних пристроїв (смартфонів-комунікаторів на Windows Mobile) у загальному обороті компанії.